# 卡托維茲車站

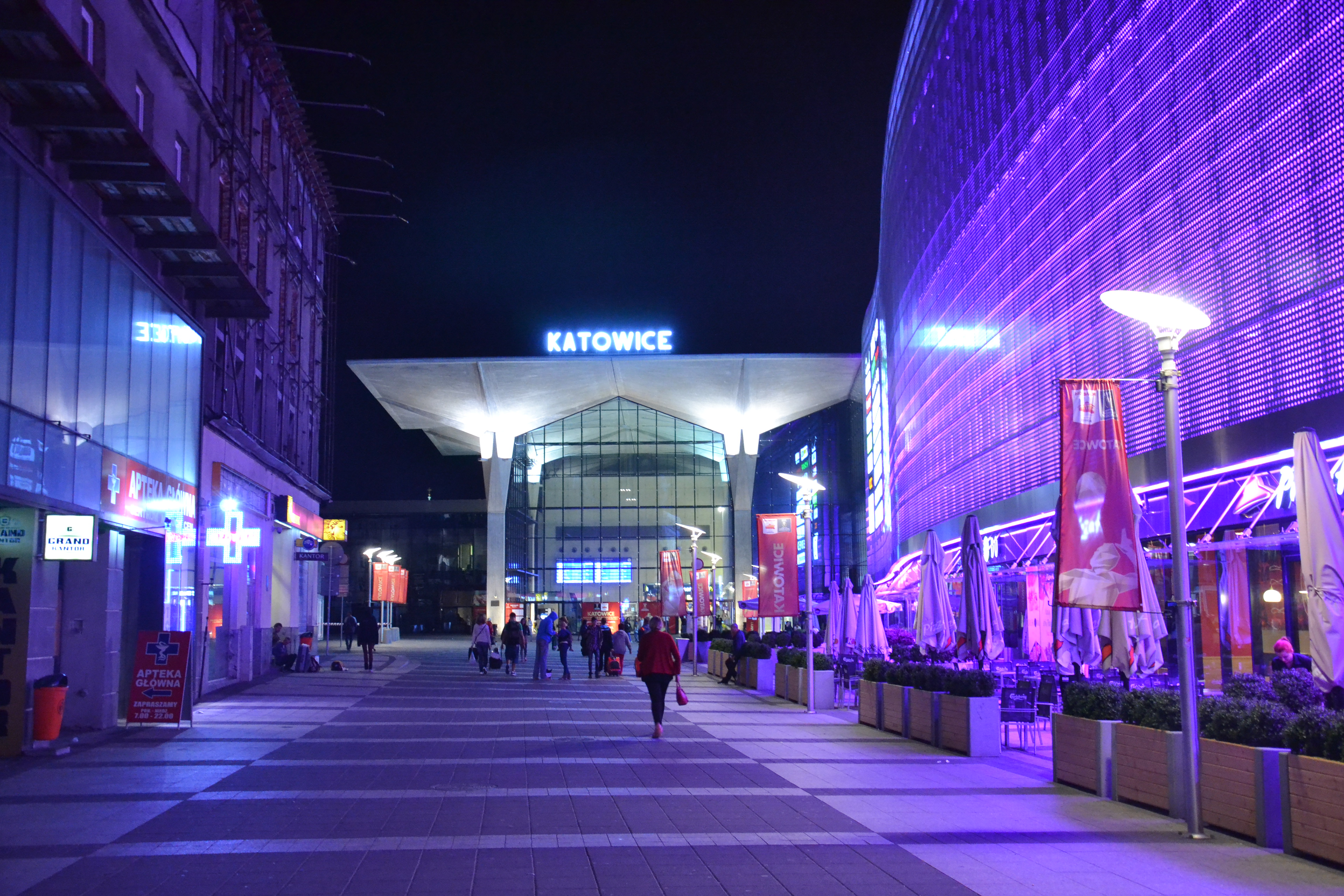
夜景

卡托維茲車站（波蘭語：Stacja Katowice）是波蘭西利西亞省首府卡托維茲的一座鐵路車站，啟用於1972年；它位於卡托維茲市中心，是波蘭最大的交通樞紐之一。卡托維茲火車站每年約有1200萬乘客使用。